# Liste der Biografien/Nh
Liste der Biografien |
Portal Biografien |
Personensuche
# |
A |
B |
C |
D |
E |
F |
G |
H |
I |
J |
K |
L |
M |
N |
O |
P |
Q |
R |
S |
T |
U |
V |
W |
X |
Y |
Z |
?
 
Na |
Nb |
Nc |
Nd |
Ne |
Nf |
Ng |
Nh |
Ni |
Nj |
Nk |
Nl |
Nm |
Nn |
No |
Nr |
Ns |
Nt |
Nu |
Nv |
Nw |
Nx |
Ny |
Nz
Die Liste der Biografien führt alle Personen auf, die in der deutschsprachigen Wikipedia einen Artikel haben. Dieses ist eine Teilliste mit 13 Einträgen von Personen, deren Namen mit den Buchstaben „Nh“ beginnt.

## Nh

### Nha
- N’Hada, Sana Na (* 1950), guinea-bissauischer Filmregisseur
- Nhamadjo, Manuel Serifo (1958–2020), guinea-bissauischer Politiker
- Nhamoinesu, Costa (* 1986), simbabwischer Fußballspieler
- Nhassé, Alamara (* 1957), guinea-bissauischer Premierminister
- Nhất Linh (1906–1963), vietnamesischer Schriftsteller und Politiker
- Nhat, Nguyen (* 2000), irischer Badmintonspieler

### Nhe
- Nheu, Ricardo Cardoso, osttimoresischer Politiker

### Nhi
- Nhial, Paulino Matip († 2012), südsudanesischer Militär und Politiker
- Nhil, Robert (1858–1938), deutscher Theaterschauspieler

### Nhl
- Nhlabatsi, Xolelwa, Filmemacher aus Eswatini in Südafrika
- Nhlanhla, Joe (1936–2008), südafrikanischer Nachrichtendienstminister

### Nho
- Nhoah, Berliner Musikproduzent, Komponist und Künstler

### Nhu
- Nhu, Madame (1924–2011), vietnamesische First LadyMadame Nhu (1924–2011)

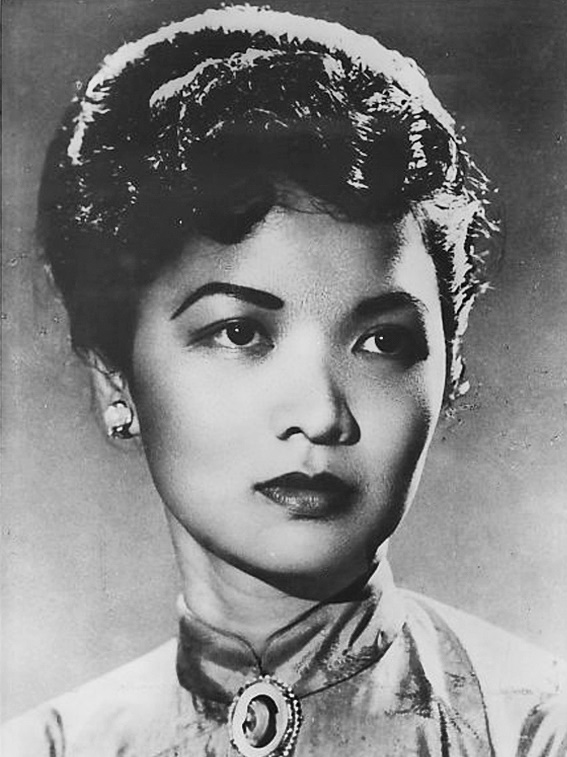
Madame Nhu (1924–2011)